# Định vị trong khi khoan
Định vị trong khi khoan (Measurement While Drilling - MWD) là một kỹ thuật của ngành công nghiệp dầu khí, sử dụng các thiết bị đo đạc gắn chung với bộ khoan cụ (bottom hole assembly - BHA) đưa vào giếng khoan trong khi khoan, để thu thập các thông tin về vị trí trong không gian của giếng khoan, bao gồm góc phương vị (so với hướng Bắc) và góc dốc (so với mặt phẳng nằm ngang). Bằng những phần mềm máy tính và các phép tính lượng giác, hình học; hình dạng hoặc quỹ đạo của giếng khoan được thể hiện lên một hệ tọa độ 3 chiều, cho phép các kỹ sư kiểm soát được vị trí, hướng đi của giếng khoan.
Thuật ngữ "Measurement While Drilling - MWD" trong công nghiệp dầu khí trước đây bao gồm luôn ý nghĩa Đo đạc trong khi khoan (Logging while drilling - LWD). Tuy nhiên với sự tiến bộ về công nghệ, LWD đã tách biệt thành một kĩ thuật độc lập với MWD.
Thiết bị định vị sẽ truyền kết quả đo được lên bề mặt, thông qua những xung trong dung dịch khoan, qua dây cáp hoặc các phương pháp khác. Việc đo đạc được thực hiện ngay khi giếng đang được khoan, khi các công cụ này vẫn còn trong giếng, vì thế thông tin thu được gọi là "dữ liệu thời gian thực". Đồng thời kết quả này cũng được ghi vào bộ nhớ của thiết bị. Chúng sẽ được lấy ra sau khi thiết bị được kéo ra khỏi giếng, và dữ liệu bộ nhớ này có thể phần nào chính xác và chất lượng hơn.

## Thiết bị
Thiết bị định vị trong khi khoan thường bao gồm 3 thành phần:
- Hệ thống nguồn (Power system): Sử dụng pin Lithi hoặc tuabin lấy năng lượng từ dòng chảy của dung dịch khoan[3].
- Hệ thống truyền tín hiệu (Telemetry system): Phương pháp phổ biến nhất là gửi các xung âm thanh thông quan dung dịch khoan lên bề mặt[4].
- Cảm biến định hướng (Directional sensor): Bao gồm một hệ thống các từ kế, gia tốc kế và con quay hồi chuyển[5].

## Điều kiện làm việc
- Nhiệt độ: Hầu hết các thiết bị có thể làm việc tốt ở nhiệt độ không quá 150 °C với một số ít cảm biến hoạt động tại 175 °C[6].
- Áp suất: Giới hạn thông thường là 20.000 psi, với một số thiết bị đặc biệt có thể đạt đến 25.000 psi[7].
- Độ rung giật: Các thiết bị hiện nay có thể chịu được độ giật 500 G trong 0,5 mili giây khoảng 100.000 lần[8].
- Giao thoa từ tính: Các thiết bị này dễ bị nhiễu từ bởi ống chống bằng kim loại của các giếng khoan khác gần đó[5].

## Ứng dụng
Định vị trong khi khoan hiện đang được sử dụng rộng rãi trong việc khoan giếng dầu. Hầu như tất cả các giếng khoan hiện nay đều ứng dụng phương pháp này để khoan định hướng. Nó có vai trò hết sức quan trọng trong công tác điều chỉnh giếng khoan đi đúng theo những vỉa sản phẩm mỏng (geosteering).

## Các công ty cung cấp dịch vụ
- Schlumberger
- Baker Hughes
- Weatherford
- Halliburton

Tại Việt Nam, ngoài các công ty nước ngoài kể trên, tổng công ty cổ phần khoan và dịch vụ khoan dầu khí (PetroVietnam Drilling) có liên kết với Baker Hughes thành lập liên doanh PVD Baker Hughes có cung cấp dịch vụ này.